# Λucifer
Λucifer(루시퍼,リュシフェル)는 일본의 비주얼계 록 밴드이다. 신조 마유의 소녀 만화「두근두근 프레이즈」을 TV 애니메이션화 한 「KAIKAN 프레이즈」에서 파생 된 형태로 밴드 결성되었다. 회원의 이름은 물론, 만화 캐릭터와 동일하다. 보컬의 MAKOTO가 본명을 자칭하고 있지만, 처음 몇 달간은 "SAKUYA"의 이름이었다. "애니메이션의 가상의 밴드가 현실 세계에 데뷔했다"고 주목된다. 1999년 9월 싱글 '타락 천사 BLUE'로 데뷔했다. 밴드의 음악 제작과 프로듀스를 담당하고있는 주요 인물, 그것은 일본에서 폭발적인 인기를 자랑 한 것으로 알려져있는 밴드이다 쥬디 앤 마리의 기타리스트였던 타쿠야이다. 그 후에도, 하드 록과 얼터너티브 록의 에센스를 응축 한 싱글과 앨범을 꾸준히 발표했다. 그러나 2003년 1월에 해산했다. 해체 후 멤버 각자가 솔로 활동, 스튜디오 뮤지션 백 밴드로 활약하고 있었다. 2010년과 2012년은 짧은 기간이지만 밴드가 부활을 완수하고있다.

## 멤버
마코토 (Makoto)
- 보컬.
- 1980년 7월 15일(44세) O형.
- 본명: 코시나카 마코토 (越中睦)
- 배우와 가수 활동이 중심이다.
- 태국에서 나름대로 인기있는 인물이다. 현지를 방문했을 때 TV 출연하거나 라이브 콘서트를 많이하고있다. 그 자신도 "태국인 그녀를 갖고 싶다" 라고 농담을 할 정도로 애착을 가지고있다. 그러나, 태국의 언어는 인사 정도 밖에 할 수 없는 것 같다.

유키 (Yuki)
- 기타 연주자.
- 1975년 6월 20일(49세) B형.
- 본명: 유키 마사히코 (結城雅彦)
- 애시드 블랙 체리에 참가하고있는 1 명이다. 지원리스트로서 라이브 투어 나 레코딩 등 정력적으로 활동 중.[4]

토우와 (Towa)
- 베이시스트.
- 1968년 11월 28일(56세) A형.
- 본명: 다구치 도모노리 (田口智則)
- AKB48의 악곡의 어레인지를 비교적 많이 다루고있다.[5]

아츠로 (Atsuro)
- 기타 연주자.
- 1977년 8월 23일(47세) A형.
- 본명: 가토 다이스케 (加藤大祐)
- 애니메이션계의 가수 나 성우 등으로 악곡을 다수 제공하고있다 (악곡의 어레인지도). 히라노 아야, 지바 사에코, 쓰키시마 기라리 starring 구스미 고하루 (모닝구무스메), 구리바야시 미나미, 나카가와 쇼코, 마츠모토 마리카, 아사노 마스미, 시모노 히로, 테라시마 타쿠마, 타마키 나미, 다카하시 히토미, 아테나&로비케로츠, SHIPS, 박로미, Every Little Thing 등.[6]
- 지하라 미노리의 라이브 콘서트에서는 전속 기타리스트이기도 하다. 그 외에도 과거에 레코딩이나 라이브 지원을 맡은 아티스트는 아이코, 우에토 아야, 메론키넨비 등이 있다.

산타 (Santa)
- 드럼 연주자.
- 1975년 12월 11일(49세) O형.
- 본명: 아베 토오루 (阿部徹)
- 지원 드러머로 활동이 많다. 시미즈 쇼타, 쓰치야 안나, 모리야마 나오타로, 하루나 아이, 다마키 히로시 등.
- 2007년 이후에는 가토 미리야의 라이브 투어는 드러머로 참여하고있다.[7]

## 음반 목록

### 앨범
- 《LIMIT CONTROL》 (1999년 12월 8일)
- 《BEATRIP》 (2001년 2월 21일)
- 《ELEMENT OF LOVE》 (2002년 3월 13일)

베스트 앨범
- 《THE BEST》 (2002년 12월 5일)

### 싱글
- 《堕天使BLUE》 (1999년 9월 15일)
- 《Cの微熱》 (1999년 11월 3일)
- 《TOKYO幻想》 (2000년 2월 16일)
- 《CARNATION CRIME》 (2000년 6월 7일)
- 《JUNK CITY》 (2000년 8월 2일)
- 《TSUBASA》 (2000년 11월 8일)
- 《ハイパーソニックソウル》 (2001년 8월 1일)
- 《Regret》 (2002년 2월 6일)
- 《Realize》 (2002년 8월 7일)

### DVD
- film〜ESCAPE (2000년)
- Be-Trip Tour 2001 (2001년)
- Film〜ESCAPE 2 (2001년)
- LAST TOUR 2002-2003 ENERGY TOUR FINAL AT TOKYO KOKUSAI FORUM (2003년)